# Vila da Ponte (Sernancelhe)
Vila da Ponte é uma povoação portuguesa sede da Freguesia de Vila da Ponte do Município de Sernancelhe, freguesia com 12,71 km² de área e 468 habitantes (censo de 2021), tendo, por isso, uma densidade populacional de 36,8 hab./km².
Vila da Ponte foi vila e sede de concelho entre 1661 e o início do século XIX. Este era constituído apenas pela freguesia da sede e tinha, em 1801, 400 habitantes.

## Demografia
A população registada nos censos foi:
| Distribuição da População por Grupos Etários | Distribuição da População por Grupos Etários | Distribuição da População por Grupos Etários | Distribuição da População por Grupos Etários | Distribuição da População por Grupos Etários |
| -------------------------------------------- | -------------------------------------------- | -------------------------------------------- | -------------------------------------------- | -------------------------------------------- |
| Ano                                          | 0-14 Anos                                    | 15-24 Anos                                   | 25-64 Anos                                   | > 65 Anos                                    |
| 2001                                         | 96                                           | 99                                           | 287                                          | 90                                           |
| 2011                                         | 76                                           | 50\| align="right" \| 252                    | 92                                           |                                              |
| 2021                                         | 35                                           | 67                                           | 250                                          | 116                                          |

## Património
- Pelourinho de Vila da Ponte;
- Solar dos Araújo Coutinho;
- Capela da Nossa senhora das Necessidades;
- Igreja Matriz de Vila da Ponte;
- Capela do Senhor dos Passos, na Estalagem;
- Capela do Mártir São Sebastião, em São Sebastião;
- Capela do Espírito Santo, em Cardia;
- Capela da Senhora do Encontro, na Senhora das Necessidades.